# Hooper (Washington)
Hooper az Amerikai Egyesült Államok északnyugati részén, Washington állam Whitman megyéjében elhelyezkedő önkormányzat nélküli település. A helységen nem végeznek népszámlálást.
A település nevét 1883 körül kapta Albert J. Hooper telepesről. Hooper lakossága 2007-ben körülbelül 21 fő volt.

## Fordítás
Ez a szócikk részben vagy egészben  a   Hooper, Washington című angol Wikipédia-szócikk ezen változatának fordításán alapul.  Az eredeti cikk szerkesztőit annak laptörténete sorolja fel. Ez a jelzés csupán a megfogalmazás eredetét és a szerzői jogokat jelzi, nem szolgál a cikkben szereplő információk forrásmegjelöléseként.